# Australasian Championships 1911 - Doppio maschile
Rodney Heath e Randolph Lycett hanno battuto in finale John Addison e Norman Brookes per 6–2, 7–5, 6–0.

## Tabellone

### Legenda
| - Q = Qualificato - WC = Wild card - LL = Lucky loser | - ALT = Alternate - SE = Special Exempt - PR = Protected Ranking | - w/o = Walkover - r = Ritirato - d = Squalificato |

### Fase finale
|  | Finale                       |                              |                              |                              |   |   |   |  |
|  |                              |                              |                              |                              |   |   |   |  |
|  | Rodney Heath Randolph Lycett | Rodney Heath Randolph Lycett | Rodney Heath Randolph Lycett | Rodney Heath Randolph Lycett | 6 | 7 | 6 |  |
|  | John Addison Norman Brookes  | John Addison Norman Brookes  | John Addison Norman Brookes  | John Addison Norman Brookes  | 2 | 5 | 0 |  |